# سايكو هاشيموتو
سايكو هاشيموتو (باليابانية: 橋本聖子 ) (و. 1964  م) هي متزلجة، وسياسية، ودراجة، ودراجة على المضمار يابانية، الحزب الليبرالي الديمقراطي الياباني، شاركت في الألعاب الأولمبية الشتوية 1992، والألعاب الأولمبية الصيفية 1996، والألعاب الأولمبية الصيفية 1992، والألعاب الأولمبية الصيفية 1988، ودورة الألعاب الآسيوية 1994، والألعاب الأولمبية الشتوية 1994، والألعاب الأولمبية الشتوية 1988، وتزلج سريع في الألعاب الأولمبية الشتوية 1992 – سيدات 1500 متر ‏.

## مناصب
تولت منصب عضو مجلس المستشارين.

## التعليم
تعلمت في Komazawa University Tomakomai High School ‏.

## روابط خارجية
- سايكو هاشيموتو على موقع SpeedSkatingBase.eu (الإنجليزية)
- سايكو هاشيموتو على موقع SpeedSkatingNews.info (الإنجليزية)
- سايكو هاشيموتو على موقع SpeedSkatingStats.com (الإنجليزية)
- سايكو هاشيموتو على موقع اللجنة الأولمبية الدولية (الإنجليزية)
- سايكو هاشيموتو على موقع أوليمبيديا (الإنجليزية)